# Punnayurkulam
Punnayurkulam es una ciudad censal situada en el distrito de Thrissur en el estado de Kerala (India). Su población es de 14221 habitantes (2011).

## Demografía
Según el censo de 2011 la población de Punnayurkulam era de 14221 habitantes, de los cuales 6440 eran hombres y 7781 eran mujeres. Punnayurkulam tiene una tasa media de alfabetización del 93,59%, inferior a la media estatal del 94%: la alfabetización masculina es del 95,47%, y la alfabetización femenina del 92,09%.